# Solomon Njie
Solomon Njie (* 21. Oktober 1999) ist ein schwedischer Schauspieler und Fußballspieler.

## Leben und Karriere
Nije wurde am 21. Oktober 1999 geboren. Sein Debüt gab er 2022 in der Fernsehserie En mot en. Anschließend trat er 2023 in der Serie Top Dog auf. Außerdem bekam Nije 2024 in der Netflixserie Deliver Me eine Hauptrolle.
Neben seiner Schauspielkarriere ist Njie auch als Fußballspieler aktiv. Er spielt seit 2022 als Stürmer für den schwedischen Verein Bollstanäs SK.

## Filmografie
Serien
- 2022: En mot en
- 2023: Top Dog
- 2024: Mit zitternden Händen (Deliver Me)